# Heru (Maori)

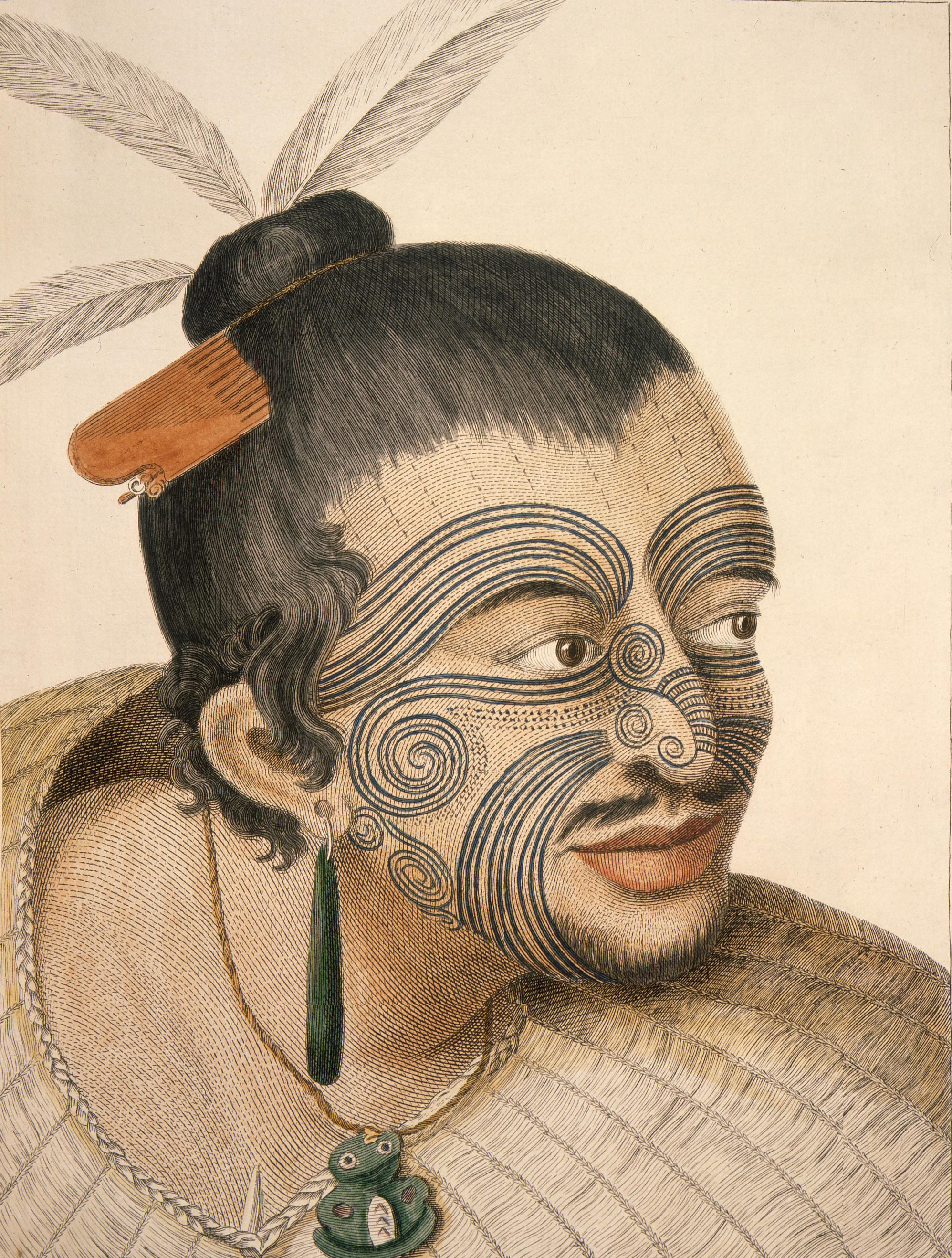
Māoriman met knotje en heru

Een heru is een traditionele kam voor de  Māori in Nieuw-Zeeland, die als sieraad en statussymbool wordt gebruikt. Hij is ofwel uit één stuk hout of walvisbot gesneden, of de individuele tanden zijn aan elkaar geweven met plantenvezels zoals die van de Nieuwzeelandse vlasplant.
Hij werd door mannen gebruikt om hun lange, geoliede haar in een knotje te doen. De kam gaf de rang van de drager aan. Naast de kam was het haar versierd met huia- of andere veren, en lokaal gevonden mineralen zoals pounamu.